# Angel killer III - Ultima sfida
Angel Killer III - Ultima sfida (Angel III: The Final Chapter) è un film del 1988 diretto da Tom DeSimone. È il terzo film della saga Angel.

## Trama
Molly Stewart, fotografa freelance e ex studentessa di legge è alla mostra d'arte di New York e scatta per errore una foto di una donna che si rivela sua madre, che l'aveva abbandonata 14 anni prima. Molly scopre anche di avere una sorella che però la madre l'ha avuta da un pericoloso criminale. Molly si reca a Los Angeles per scoprire chi è sua madre, ma quest'ultima le dice che sua sorella è in pericolo e dopo aver fatto questo viene uccisa in un'esplosione. Molly diventa ancora una volta Angel per trovare sua sorella e vendicare sua madre.